# Sinomelecta oreina
Sinomelecta oreina är en biart som beskrevs av Baker 1997. Sinomelecta oreina ingår i släktet Sinomelecta och familjen långtungebin. Inga underarter finns listade i Catalogue of Life.